# چارچوب توصیف منبع
چارچوب توصیف منبع (به انگلیسی: Resource Description Framework)، (اختصاری RDF) آردی‌اف یا نمودگار منبع نوعی مدل داده‌ای است که برای ذخیره و بازیابی معنای قابل پردازش توسط ماشین بکار می‌رود. معنا نسبت به اطلاعات در سطح انتزاعی بالاتری قرار می‌گیرد و هدف از RDF امکان‌پذیر کردن تفکر ماشینی‌ست. RDF/XML نمایش مدل داده‌ای RDF به زبان اکس‌ام‌ال می‌باشد. محتوای معناییِ ذخیره شده در یک فایل آردی‌اِف، بوسیله‌ی زبان اسپارکل قابل بازیابی است.
به زبان ساده، آردی‌اف مدلی‌ست مبتنی بر گراف که از آن به منظور توصیف منابع اینترنتی (نظیر صفحات وب و پیام‌های ای‌میل) و نیز چگونگی ارتباط این منابع با یکدیگر استفاده به عمل می‌آید.